# Galušak
Galušak este o localitate din comuna Sveti Jurij ob Ščavnici, Slovenia, cu o populație de 68 de locuitori. Se află la 127 km de capitala Ljubljana.